# Adorján János (gépészmérnök)

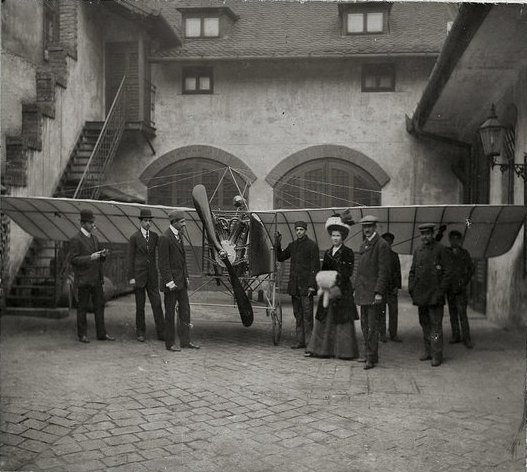
Adorján János (balról a harmadik) segítőivel és a Libelle, a Kölber Kocsigyár udvarán

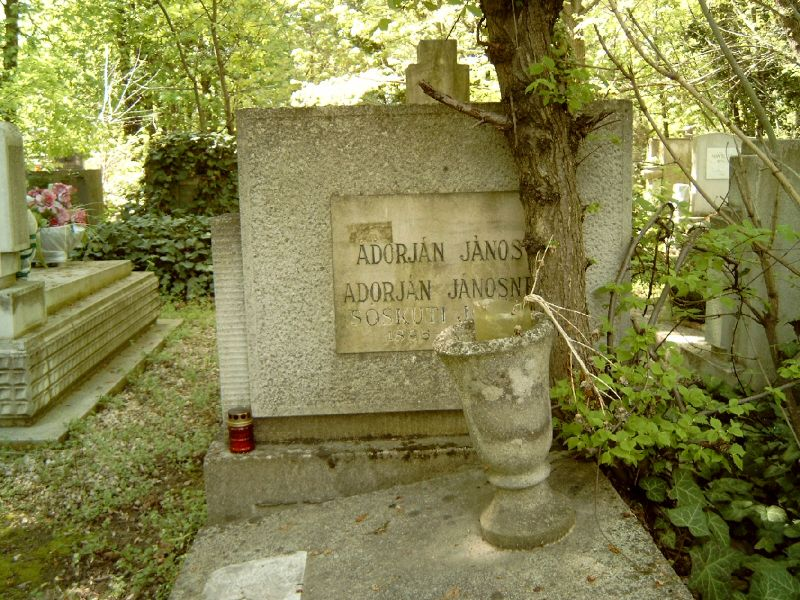
Adorján János sírja Budapesten. Új köztemető: 5/10-1-58

Adorján János (Sorkitótfalu, 1882. január 1. – Budapest, 1964. július 2.) magyar gépészmérnök, a hazai repülés jelentős úttörője.

## Életpályája
Adorján János a gépészmérnöki  oklevelét Stuttgartban szerezte 1903-ban, ahol az 1900-ban elhunyt Gottlieb Daimler tanítványa és pártfogoltja volt. 1906–1909 között Párizsban az autóiparban működött, s az akkor kibontakozó francia aviatika hatására kezdett repüléssel foglalkozni. Hazatérve – Magyarországon elsőként – megtervezte és hazai cégekkel elkészíttette repülőgépét és gépének motorját. 1909-ben gróf Andrássy Géza támogatásával, Blériot monoplánjának mintájára építette meg a „Libelle” (Szitakötő) nevű, kéthengeres (18,4 kW-os) Adorján-Dedics motorral szerelt repülőgépét. Első, sikeres felszállását 1910. január 10-én hajtotta végre. A próbaút egyben az első olyan alkalom volt, amikor magyar pilóta magyar tervezésű és kivitelezésű repülőgéppel repült.
1910 őszén a Helios garázs által alapított Blériot-pilótaiskola vezetését vette át, majd 1912-től az autószakmához tért vissza. Több évtizeden át a budapesti Mercedes-képviselet üzemvezetője volt. A második világháború után az Ikarus Autóbuszgyár mérnökeként számos újítással járult hozzá az üzem korszerűsítéséhez és gyártmányai fejlesztéséhez.

## Emlékezete
Adorján János repülőgép-tervező születésének 125. évfordulója alkalmából a Magyar Nemzeti Bank 1000 Ft címletű kupronikkel emlékérmét bocsátott ki „Libelle repülőgép” elnevezéssel. Az érme a 2005-ben megkezdett „Magyarok szerepe a világ műszaki-tudományos fejlődésében” című emlékérme-sorozat részeként jelent meg, a „100 éves az első postaautó” és a Ford T-modell érmék után. A különleges, négyzet alakú emlékpénz Bitó Balázs művész tervei alapján készült. Előlapján – a kötelező érmeképi elemek mellett – a Libelle repülőgép motorja látható a légcsavar egy részletével, a hátlapot pedig a Libelle díszíti. Szintén itt olvasható az „Adorján János az első sikeres magyar repülőgép tervezője” felirat, valamint Bitó Balázs tervezőművész mesterjegye. Az érme anyaga kupronikkel (75% réz, 25% nikkel), tömege 14 gramm, mérete 28,43 × 28,43 mm, széle sima. Az emlékérméből 20 ezer példány készül, fele selyemfényű (BU), a többi tükörfényes (proof) kivitelben.

## Érdekesség
(Az első próbaútról:) „Legelőször Adorján János autószerelő jelent meg gépével a Rákosmezőn a Kutassy-hangár mellett. 1909. december elején, Adorján, aki egyébként Andrássy gróf sofőrje és mellette autóversenyző is volt, Párizsban járt, ahol saját szemével láthatta Blériot monoplánját. Hazatérve a kitűnő műszaki érzékkel rendelkező szerelő a nagy francia példakép gépének mintájára maga is épített egyet. A Libelle nevű magyar repülő első próbaútja 1910. január 10-én volt. A gépet feltolták a Rákos-mezőnek az egykori Wander gyár felőli részén levő dombra, hogy a nekifutást megkönnyítsék. Adorján beült az ülésbe, és a motort berántották. A szuszogva működésbe lépő szerkezet hátul olajat fröcskölt, megnehezítve a gépet kézzel visszatartó segédkező dolgát. A pilóta intett, mire mindenki elengedte a gépet, és  Libelle lassan gurulni kezdett. Mikor elérte a megfelelő sebességet, megemelkedett, és egyszer csak fenn volt a levegőben. Szépen, egyenletesen repült a hangárok felé. Magyar pilóta magyar repülőgépen a magyar légtérben, erre eddig még senki sem volt képes. Mikor Adorján a levegőben – ahol már-már súlytalanul könnyűnek érezte magát – körülnézett, észrevette, hogy a törzs bambuszrúdja erősen felgörbült, és az átlós huzalmerevítés egyes drótjai lazán lógnak a túl ritka törzsbordák között. Kutassy korábbi tanácsára enyhén előrenyomta a kormánykereket, mire a gép gyorsulva közeledett a füves-homokos rét felé. Adorján János ügyes kezű szakember, de tapasztalatlan pilóta volt. Ahelyett, hogy enyhén belehúzott volna a kormányba, inkább még erősebben előre nyomta az irányító szerkezetet. A Libelle pedig enyhe szögben belerepült a lágy homokba. A futó egyet reccsent, a drága francia Integral légcsavar eltörött, egyébként más komolyabb baj nem történt. A lelkes közönség azonban nem a szokásos gúnyos kacajjal, hanem kitörő lelkesedéssel ünnepelte a levegőt legalább ideiglenesen meghódító bajnokot. Ez volt az első pillanat, amikor magyar pilóta fölülről tekinthetett le Zuglóra”.